# إكستينزي
إكستينزي هو مُكمل غذائي عشبي يُدعى أنه يعمل على «تعزيز القدرة الذكورية الطبيعية»، وهي كناية عن تضخيم القضيب. بالإضافة إلى ذلك، الإعلانات التلفزيونية والدعاية تدعي أنه «يُحسن» أو «يُثير» التجربة الجنسية. ودفعت إكستينزي 6 ملايين دولار لتسوية دعوى قضائية جماعية بشان دعاية كاذبة في 2010.
تقدم مواقع الويب التي تبيع المنتج العديد من الإدعاءات المُفصلة، بما في ذلك الحصول على «قضيب أكبر».. وتوصف آثارها المُكبرة بأنها «مؤقتة» أثناء استخدام إكستينزي. ظهر في وقت مُبكر من الإعلانات التجارية جمهور الاستوديو ونجم الأفلام الإباحية رون جيريمي. كما ظهر جيمي جونسون المدير السابق لفريق دالاس كاوبويز ومدرب ميامي هوريكانز في إعلان تجاري لاكستينزي. تقوم إكستنزي بصنع حبوب الدواء وطلقات 2 أونصة التي تُباع في أكثر من 75000 متجر للبيع بالتجزئة.

## الإعلانات الكاذبة والآثار الجانبية
تم تسوية دعوى قضائية جماعية في عام 2010 مقابل 6 ملايين دولار دون أن تعترف الشركة بأي مُخالفات لحل إدعاءات المدعي بأن شركة إكستنزي بيوتاب للاغذية تشارك في التسويق الخادع (الإعلان، ووضع العلامات، والترويج، وما إلى ذلك) عن طريق الإدعاء بأنها تُضخم قضيب الرجل على الرغم من عدم وجود أي أدله علمية موثوقة تدعم هذا الادعاء.
في عام 2006، وافقت إكستنزي على دفع مبلغ قدره 300000 دولار لمكتب المحاماة بمقاطعة أورانج، كاليفورنيا في العقوبات المدنية، بسبب الممارسات التجارية غير العادلة والإعلان الخاطئ. حيث قالت سوزان كانغ شرودر من مكتب المدعي العام أن الشركة لا يُمكنها أن تدعم إدعائها بأن الحبوب تسببت في نمو القضيب بنسبة 27 ٪. قام محامي المقاطعة بالتحقيق حيث اشتكى العديد من العملاء في لاجونا بيتش، بكاليفورنيا إلى منظمة مكتب ممنظمة الأعمال ان الدواء كان يصيبهم بالمرض.
الآثار الجانبية لاكستينزي من المحتمل ان تترافق مع مُستخرج يوهمبي. وتشمل الآثار الجانبية المحتملة زيادة درجة حرارة الجسم, زيادة ضغط الدم، التعرق، زيادة معدل ضربات القلب، غثيان، واضطراب في المعدة. الآثار الجانبية الأخرى يمكن ان تشمل العدوانية، ضربات قلب سريعة، الأرق، حمي، الشعور مثل الإغماء، الهلوسة، تشنجات العضلات أو تقلصات، السلوك غير الطبيعي، صداع شديد، كدمات بسهوله، ضيق التنفس، وعدم وضوح الرؤية، والنوبات، رنين في الاذنين، الم في الصدر، والارتباك، وفقدان الشهية، وفقدان الوزن، والقيء، والأرق، والطفح الجلدي الخفيف، والعصبية، والشعور بالبرد في القدمين أو اليدين، وخز أو خدر في القدمين أو اليدين، وصعوبة في البقاء نائما.
يُنصح الأفراد الذين يتناولون الأدوية بوصفة طبية أو الذين يعانون من حالات طبية مختلفة بالتشاور مع مقدم الرعاية الطبية قبل تناول اكستنزي. أيضا، إذا واجهت أي آثار جانبية  يُنصح المرء بمقاطعة تناول الحبوب وزيارة الطبيب أيضا.
أيضًا، تعرضت إكستنزي مؤخرًا للتدقيق من إدارة الأغذية والعقاقير (FDA) حيث تبين أن الكثير من منتجات اكستنزي بلس تحتوي على سيلدينافيل، وهو العنصر النشط في الفياجرا.

## الرياضة والمنشطات
يُمنع كل من لاعبي كرة القدم المحترفين والرياضيين الأولمبيين من تناول إكستنزي لأنه يحتوي على ديهيدرو إيبي أندروستيرون (DHEA) ويعتبر مُحسّنًا للأداء. حتى الآن لم يتم حظر الفياجرا من قبل هذه الوكالات الرياضية. وفي عام 2010، مُنع لاشون ميريت، صاحب الميدالية الذهبية الأولمبية لمسافة 400 متر، من التنافس بسبب تناوله اكستنزي، الذي يحتوي على ديهيدرو إيبي أندروستيرون (DHEA)، وهو ستيرويد محظور في المنافسة الرياضية. اعتذر ميريت قائلاً إنه لم يدرك أن التركيبة تحتوي على ديهيدرو إيبي أندروستيرون. قبل ميريت مؤقتًا حظرا لمدة عامين على المنافسة، رغم أنه أعلن عن خطط للاستئناف. ومع ذلك، لم تظهر السلطات الرياضية، اى عاطفة.
"يعرف أي رياضي محترف في هذه الرياضة أنه المسؤول الوحيد عن أي شيء يدخل في جسده. لكي يطالب السيد ميريت بالاستخدام غير المقصود لمادة محظورة بسبب تناول المكملات التي تُصرف بدون وصفة طبية، فإنه يثير العار على نفسه وقال له دوج لوغان، الرئيس التنفيذي لشركة سباقات المضمار والميدان بالولايات المتحدة في بيان صحفي: "بفضل أفعاله الأنانية، ألحق أضرارًا بجهودنا لمحاربة آفة العقاقير المعززة للأداء في رياضتنا".
ولكن في اواخر 2011، انتهي الحظر وتمت تبرئته للتنافس في دوره ألعاب الاولمبيه 2012.

## التصنيع
يتم تصنيع المنتج من قبل المغذيات بيوراب، المدرجة.

## المكونات
وقد أفيد ان موقع المنتج يسرد ديهيدرو إيبي أندروستيرون كعنصر.
تتالف المكونات التالية من إكستينزي، كما هو مذكور في صور الملصقات علي مواقع البائعين:
- حمض الفوليك
- الزنك (كما أكسيد)
- دهيا ميكروزيد (ديهيدروابياندروستيرون)
- برانيانولون (3β-هيدروكسي pregn-5-en-20-واحد)
- فلفل اسود (البذور)
- بايبر لونغم (البذور)
- الزنجبيل (الجذر)
- مُستخرج يوهمبي  (اللحاء)
- مُستخرج تريبولوس تيريستريس  (الجزء العلوي والفاكهة)
- مُستخرج الجينسنغ الكورية (الجذر)
- نيديوم مونيري (البذور)
- مُستخرج اليوثيروكوكوس  (الجذر) موحده إلى. 8 ٪ اليوثروسيديس
- [اكسبرميليا] [سكبوسا ] (جزء العلوي)
- γ-حمض الامينيه (GABA)
- قرون الغزلان المخملية
- أعشاب الماعز (ورقة)
- داميانا (ورقة)
- مُستخرج مويرا بواما  (الجذع)
- اليقطين (البذور)
- لاذع القراص (الجذر)
- قتاد (الجذر)
- مُستخرج عرق السوس  (الجذر)
- ارجينين هيدروكلوريد
- مُستخرج هو شو وو  (الجذر)
- البورون (كعنصر)
- وتشمل المكونات الأخرى ديكالسيوم الفوسفات، السليلوزالجريزوفولفين، الصوديوم كروسكارملوس، حامض دهني، طلاء الفيلم (دكسترين)، ثاني أكسيد التيتانيوم، هيدروكسي بروبيل ميثيل السليلوز، الزرقاء الرائعة fcf، بحيرة ألومنيوم، ماكروغول/peg 8000، سكر العنب مونوهيدرات، الليسيثين، مالتوديكسترين، ماكروغول/بيج 400، ستيرات المغنيسيوم، والسيليكا.

## روابط خارجية
- تقرير بيتر بيزنس بيورو ساوث لاند حول منتجات ماكسميزر الصحية.
- التحقيق في تجارة التجزئة الإلكترونية في المنتجات الصحية لماكسميزر.